# Сродство (право)
Сродство се дефинише као правом призната веза између два или више лица између којих постоје одређена права и обавезе. Дакле, сродство (у правном смислу) јесте увек правна веза, одн. другим речима - ја сам са својом мајком у сродству, не зато што ме је она родила, већ зато што закон каже да смо у сродству. Ово је зато што између одређених сродника постоје врло значајна права и обавезе, која не могу да трпе никаква одлагања, јер је изузетно важно да се она извршавају (нпр. Неки мушкарац открије да је дете за које је мислио да је његово, у ствари, дете љубавника његове жене. Без обзира на ту чињеницу, он ће имати обавезу да га издржава, и то све док, у законом одређеном поступку, не докаже да он није отац. Ratio legis оваквог решења је у томе што држава не може да дозволи да се дететова егзистенција доводи у питање због расправе о његовом пореклу).

## Врсте сродства
1. Крвно сродство или природно сродство
2. Грађанско сродство или сродство по усвојењу
3. Тазбинско
4. Духовно
5. Друге врсте сродства

Крвно сродство или природно сродство је веза која постоји између лица за које је утврђено, према важећим правним правилима, да проистичу једно од другог или проистичу од заједничког претка. Заснива се рађањем.
Низ сродника по крви који проистичу један од другог чине једну замишљену праву линију (linea recta). Права линија може бити усходна, ако се посматра од једног лица ка његовим прецима (син, отац, деда, прадеда,...), или нисходна - ако се посматра од родоначелника ка потомцима (деда, отац, син,...).
Ако низ сродника не проистиче један од другог, већ од заједничког претка (родоначелника) онда су то крвни сродници у побочној линији (linea collateralis). Ово побочно сродство може бити пунородно, ако сродници потичу од заједничког пара предака (нпр. рођени брат и сестра су побочни сродници који су повезани преко заједничког пара предака (оца и мајке)), такви сродници називају се германи. Побочно сродство може бити и полуродно - ако сродници имају само једног заједничког претка (нпр. полубраћа и полусестре), при чему ако је тај заједничка предак отац онда се зову консагвини, а ако је мајка зову се утерини.
Грађанско сродство или сродство по усвојењу, за разлику од крвног, од почетка настаје правним путем. Понекад се означава и као вештачко, адоптивно или сродство по усвојењу. Наш стари Закон о браку и породичним односима познавао је две врсте усвојења - потпуно и непотпуно. Потпуно усвојење (adoptio plena) је, у потпуности, имитирало крвно сродство - усвојено дете је ступало на место рођеног детета. Непотпуно усвојење (adoptio minus plena), за разлику од потпуног, стварало је права и обавезе само између усвојеника (и његових потомака) и усвојиоца (нпр. неки човек има 2 рођена и једно усвојено дете и умре, на једнаке делове наслеђује све троје деце. Међутим када би умрло и једно од рођене деце, наслеђивало би само преостало рођено дете, не и усвојено, јер између преминулог и усвојеног детета не постоје никакве правне везе - ОНИ НИСУ У СРОДСТВУ).
Наше данашње право, оличено у Породичном закону познаје само потпуно усвојење, јер је један од захтева међународне заједнице у нашем приближавању Европској унији било потпуно изједначавање права рођене и усвојене деце и тиме забрана дискриминисања усвојеника по било ком основу.
Тазбинско сродство (affinitas, adfinitas) настаје закључењем брака. То је правна веза која се ствара између једног брачног друга и сродника другог брачног друга. Тазбинско сродство не настаје између брачних другова међусобно, нити између њихових сродника! Права и обавезе, у правном смислу, скоро и да не постоје за време трајања брака, већ свој највећи домет остварују управо по његовом престанку. За време брака ова веза је пре морална и друштвена, него правна. У тазбинском сродству се налазе нпр. очух и маћеха са својом пасторчади, бабин други муж и унуци његове жене, дедина друга жена и унуци њеног мужа, зет и ташта, снаха и свекар итд.
Духовно сродство познаје и признаје Српска православна црква. То је веза која настаје чином крштења између оног који се крштава са својим духовним оцем (кумом), који посредује при његовом новом рођењу (крштењу). За Цркву је ово сродство од изузетног значаја, док оно уопште не тангира право.
Друге врсте сродства. Неки народи (нпр. Арапи) познају и друге врсте сродства. Једно од значајнијих је и сродство по млеку које настаје када једна иста жена (дојиља) доји два детета која нису међусобно у сродству. Између њих се ствара веза која је и те како важна, јер у неким случајевима даје право и на наследноправни захтев.

## Рачунање сродства
Постоје два начина на које се може израчунати степен сродства између два лица - цивилно и канонско.
Цивилно рачунање потиче из римског права и оно је једино релевантно за право. Оно се руководи принципом „колико рођења, толико степени“ ("quod generationem, tot gradus"). Дакле, отац и син су праволинијски сродници, и то у првом степену (јер их дели једно рођење), деда и унук су сродници другог степена (јер их деле два рођења), итд. Што се тиче побочног сродства оно се израчунава тако што се преброје рођења од једног сродника до другог и то преко првог заједничког претка. Тако су брат и сестра побочни сродници 2. степена (броји се преко оца и мајке), браћа и сестре од стричева и тетки побочни сродници 4. степена (јер се броји преко првих заједничких предака, а то су тек деда и баба), итд. Овакво израчунавање важи за крвне и адоптивне сроднике. Код тазбинских се сродство рачуна тако што се израчуна крвно сродство једног брачног друга са одређеним својим сродником, а други брачни друг ће бити тазбински сродник са тим рођаком у истом оном степену у ком је његов супружник у крвном.
Канонско рачунање примењује Црква. Оно је несавршено зато што броји рођења само до заједничког претка (и то преко оне линије која је дужа), а не и до сродника чији се степен сродства жели израчунати, тако да бих нпр. ја са својим стрицем и братом од стрица био у истом степену сродства - другом.

## Правни значај сродства
За наше право релевантне су само прве три врсте сродства - крвно, адоптивно и тазбинско, јер само она рађају узајамна права и обавезе.
Крвно сродство: родитељско право, обавезе које проистичу из овог права, обавезе деце према родитељима, право на издржавање, обавеза издржавања, сметње приликом закључења брака, сметње приликом усвојења од стране најближих сродника, забрана родоскрвнућа (инцест је кривично дело), судија или судија поротник, јавни тужилац и вештак не могу вршити своју дужност ако им је окривљени, његов бранилац, његов законски заступник или пуномоћник сродник по крви у правој линији или побочни сродник до 4. степена,...
Адоптивно сродство: обзиром да у нашем праву сада постоји само потпуно усвојење, сва права, обавезе и сметње су исте као и за крвно сродство, с тим што усвојеник задржава забрану склапања брака са својим биолошким сродницима.
Тазбинско сродство: ствара сметњу за закључење брака, постоји право и обавеза издржавања између неких тазбинских сродника (под одређеним условима), судија или судија поротник, јавни тужилац и вештак не могу вршити своју дужност ако им је окривљени, његов бранилац, његов законски заступник или пуномоћник тазбински сродник до 2. степена (једини случај у нашем праву да се придаје значај другом степену тазбинског сродства). Један куриозитет, у Македонији, под одређеним условима могу наслеђивати чак и тазбински сродници!